# Segmentació d'imatges

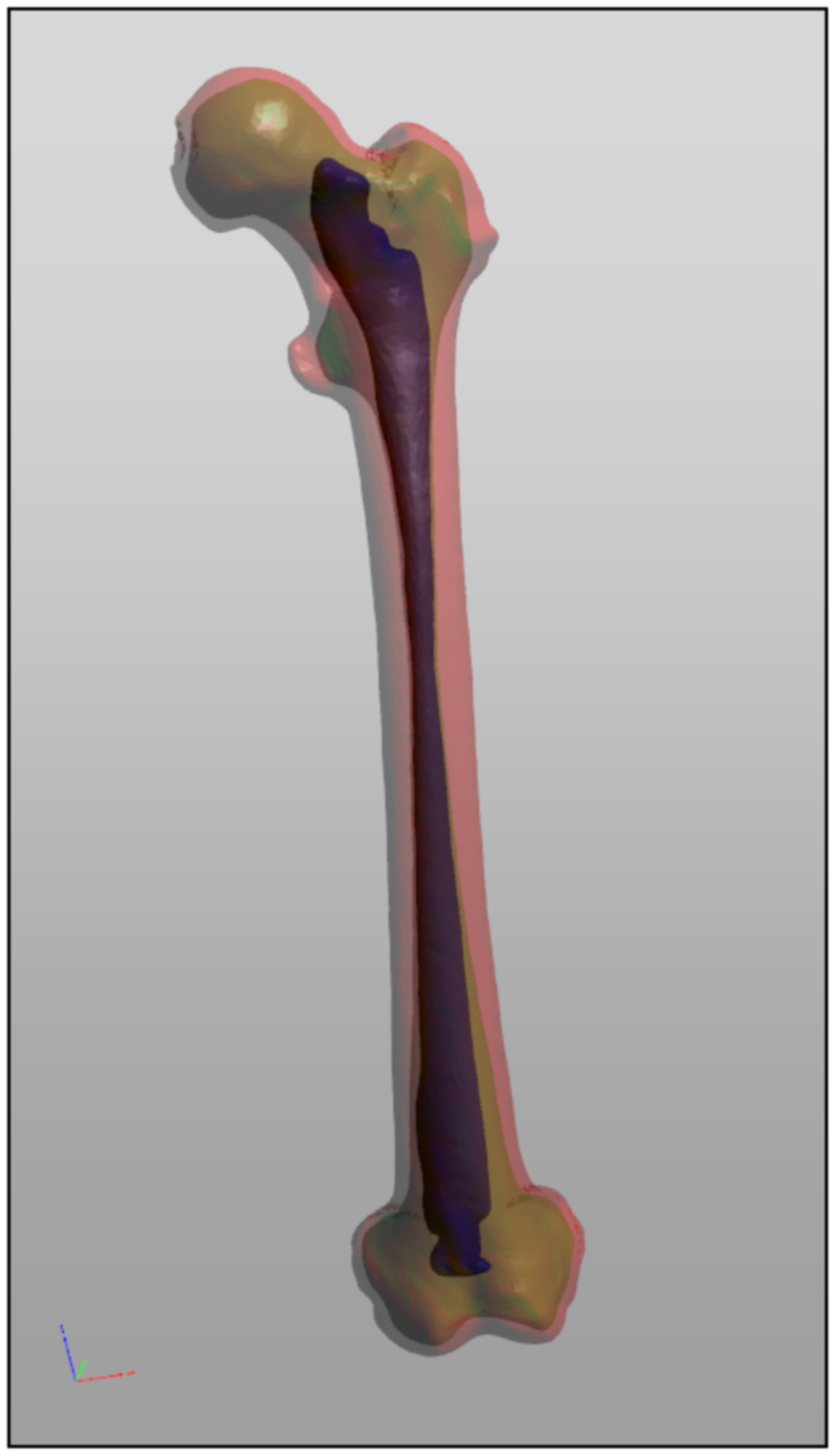
Model d'un fèmur humà esquerre segmentat. Mostra la superfície exterior (vermell), la superfície entre l'os compacte i l'os esponjós (verd) i la superfície de la medul·la òssia (blau).

En el processament d'imatges digitals i la visió per computador, la segmentació d'imatges és el procés de partició d'una imatge digital en múltiples segments d'imatge, també coneguts com a regions d'imatge o objectes d'imatge (conjunts de píxels). L'objectiu de la segmentació és simplificar i/o canviar la representació d'una imatge en una cosa més significativa i més fàcil d'analitzar. La segmentació d'imatges s'utilitza normalment per localitzar objectes i límits (línies, corbes, etc.) a les imatges. Més precisament, la segmentació d'imatges és el procés d'assignar una etiqueta a cada píxel d'una imatge de manera que els píxels amb la mateixa etiqueta comparteixen determinades característiques.
El resultat de la segmentació de la imatge és un conjunt de segments que cobreixen col·lectivament tota la imatge, o un conjunt de contorns extrets de la imatge (vegeu detecció de vores). Cadascun dels píxels d'una regió és similar pel que fa a alguna característica o propietat calculada, com ara el color, la intensitat o la textura. Les regions adjacents tenen un color significativament diferent respecte a les mateixes característiques. Quan s'aplica a una pila d'imatges, típic en imatges mèdiques, els contorns resultants després de la segmentació d'imatges es poden utilitzar per crear reconstruccions en 3D amb l'ajuda d'algoritmes d'interpolació com els cubs en marxa.
Algunes de les aplicacions pràctiques de la segmentació d'imatges són:
- Recuperació d'imatges basada en contingut.[6]
- Visió artificial.
- Imatge mèdica,[7][8] incloent imatges renderitzades en volum de tomografia computada i imatges de ressonància magnètica.
  - Localitzar tumors i altres patologies.[9][10]
  - Mesurar volums de teixit.[11]
  - Diagnòstic, estudi de l'estructura anatòmica.[12]
  - Planificació de la cirurgia.
  - Simulació de cirurgia virtual.
  - Navegació intraquirúrgica.
  - Radioteràpia.[13]
- Detecció d'objectes.[14]
  - Detecció de vianants.
  - Detecció de cares.
  - Detecció de llum de fre.
  - Localitzeu objectes en imatges de satèl·lit (carreteres, boscos, conreus, etc.)
- Tasques de reconeixement.
  - Reconeixement facial.
  - Reconeixement d'empremtes digitals.
  - Reconeixement de l'iris.
- Sistemes de control de trànsit.
- Video-vigilància.
- Cosegmentació d'objectes de vídeo i localització d'accions.